# Захисток
Захисток — романтична драма 2007 року.

## Сюжет
Майже звичайна історія про кохання, про перше кохання, про щире кохання. Але отією незначною ремаркою, яка робить цю історію не зовсім звичайною, є головні її герої, а власне їх стать. Це історія про відповідальність, про важкі сімейні стосунки та відповідальність, про суспільство та його вплив на світогляд..